# Neuvilly
 Neuvilly  es una población y comuna francesa, en la región de Norte-Paso de Calais, departamento de Norte, en el distrito de Cambrai y cantón de Le Cateau-Cambrésis.

## Demografía
| 1363 | 1404 | 1337 | 1161 | 1052 | 993 |
| Para los censos de 1962 a 1999 la población legal corresponde a la población sin duplicidades (Fuente: INSEE [Consultar]) |      |      |      |      |     |